# Enneapterygius fuscoventer
Enneapterygius fuscoventer es una especie de pez de la familia Tripterygiidae en el orden de los Perciformes.

## Morfología
• Los machos pueden llegar a alcanzar los 2,3 cm de longitud total.

## Hábitat
Es un pez de mar, de clima tropical y asociado a los  arrecifes de coral que vive hasta los 5 metros de profundidad.

## Distribución geográfica
Se encuentra en Taiwán, Filipinas, Papúa Nueva Guinea, Fiyi, la Samoa Estadounidense e Islas de la Sociedad (Polinesia Francesa).